# Cserkeszőlő
Cserkeszőlő ist eine ungarische Gemeinde im Kreis Kunszentmárton im Komitat Jász-Nagykun-Szolnok.
Der Ort ist bekannt für seine Thermalheilquellen. In der Region gibt es ebenfalls Wein- und Obstanbau.

## Geografie
Cserkeszőlő erstreckt sich über eine Fläche von 30,7 km². Es liegt in der Region Észak-Alföld (Nördliche Große Tiefebene) 113 km südöstlich von Budapest entfernt. Der Ort besitzt ein 83 °C heißes Thermalwasservorkommen, das 1943 bei der Erdölsuche entdeckt wurde.

## Geschichte
Cserkeszőlő wurde erst am 1. Januar 1952 eine unabhängige Siedlung, bis dahin war es ein Vorort von Tiszakürt.